# Dunes de Carrowmore
Ne pas confondre avec le site mégalithique de Carrowmore, dans le comté de Sligo.
Les dunes de Carrowmore, dans le Comté de Clare en Irlande, font partie des zones spéciales de conservation du réseau Natura 2000.
Ces dunes sont situées à proximité immédiate du Trump International Golf (en). Le refus, opposé par l'Union européenne, d'autoriser la construction d'un mur de défense contre la mer sur ces dunes, est selon Donald Trump la raison pour laquelle il déteste cette institution.

## Géographie

### Localisation
Le site est situé dans la baie de Doughmore et sur son littoral, au nord du village de Doonbeg, dans le dans le Comté de Clare, sur la côte ouest de l'Irlande, face à l' océan Atlantique. Le site est limité au nord par Carrowmore point et au sud par la baie de Doonbeg.

### Description
Le site Natura 2000 s'étend au total sur 451,64 ha, il comprend un ensemble dunaire avec une plage, dans la zone intertidale, et une grande partie marine qui s'étend jusqu'à 500 m depuis le rivage.

## Histoire
Le site est enregistré comme site d'importance communautaire depuis 2002, mais n'est devenue une zone spéciale de conservation à part entière qu'en 2019.

### Conflit environnemental autour d'un projet de mur de défense contre la mer

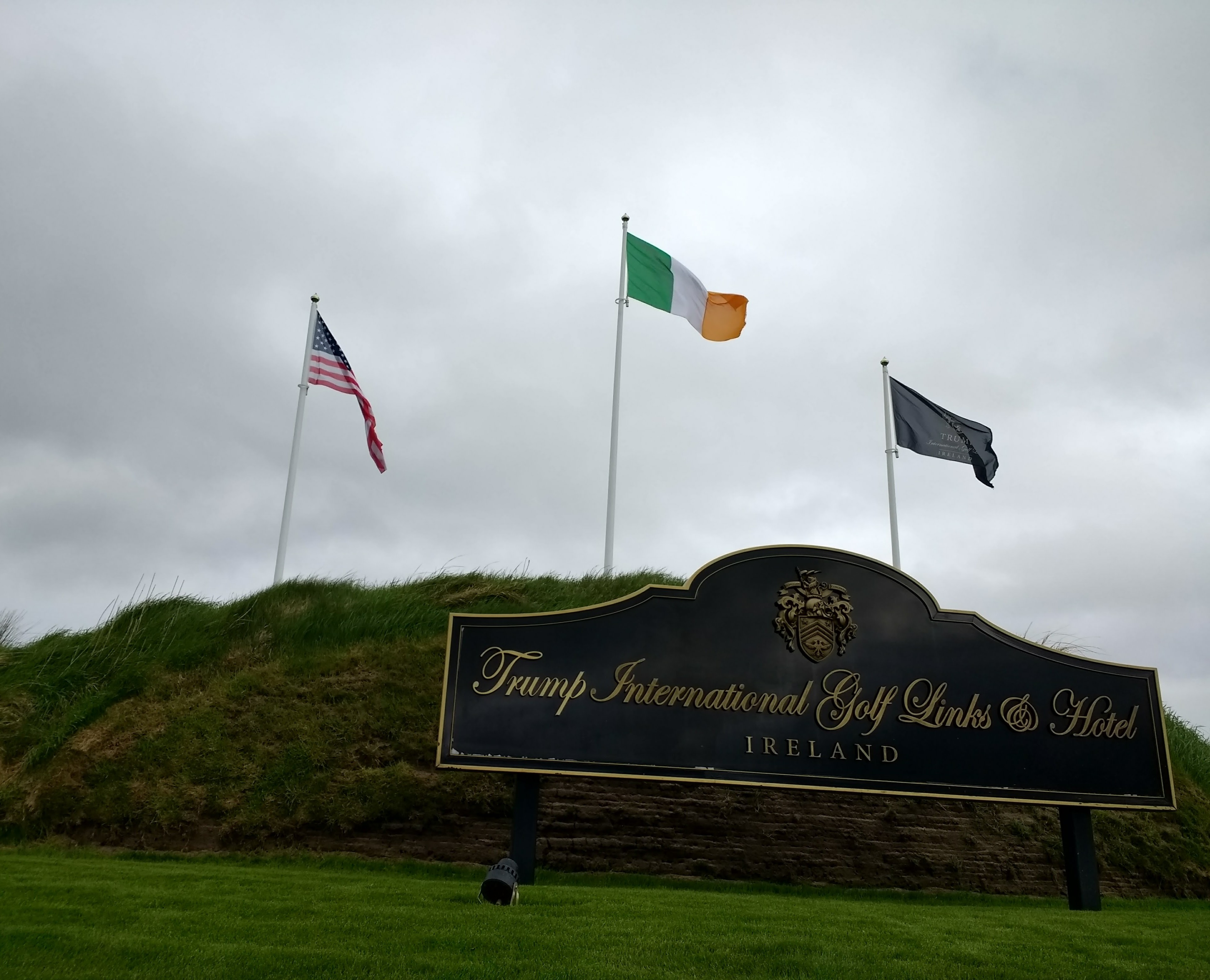
Entrée du Trump International Golf Links and Hotel.

En 2016, la Trump International Golf Links and Hotel demande l'autorisation de construire un mur de 2,8 km de long et de plus de 5 m de haut pour protéger son parcours de golf contre les assauts de la mer et son érosion potentielle. Ce projet aurait entraîné la destruction de 125 000 m2 de dunes.
La société civile s'est alors mobilisé pour protester contre le projet, parmi les associations, on trouve par exemple, la branche locale de la Surfrider Foundation, Friends of Irish Environment et internationales Save the Waves.
Tout début 2017, devant l'opposition locale le projet est modifié, et l'entreprise Trump propose la construction d'un mur en palplanches pour remplacer son premier projet. En décembre 2017, après une instruction de plusieurs mois, le conseil du comté annonce vouloir autoriser le projet et les associations intentent un recours auprès de la Commission d’appel de l’urbanisme An Bord Pleanála (en).
En mars 2020 le projet est finalement rejeté.

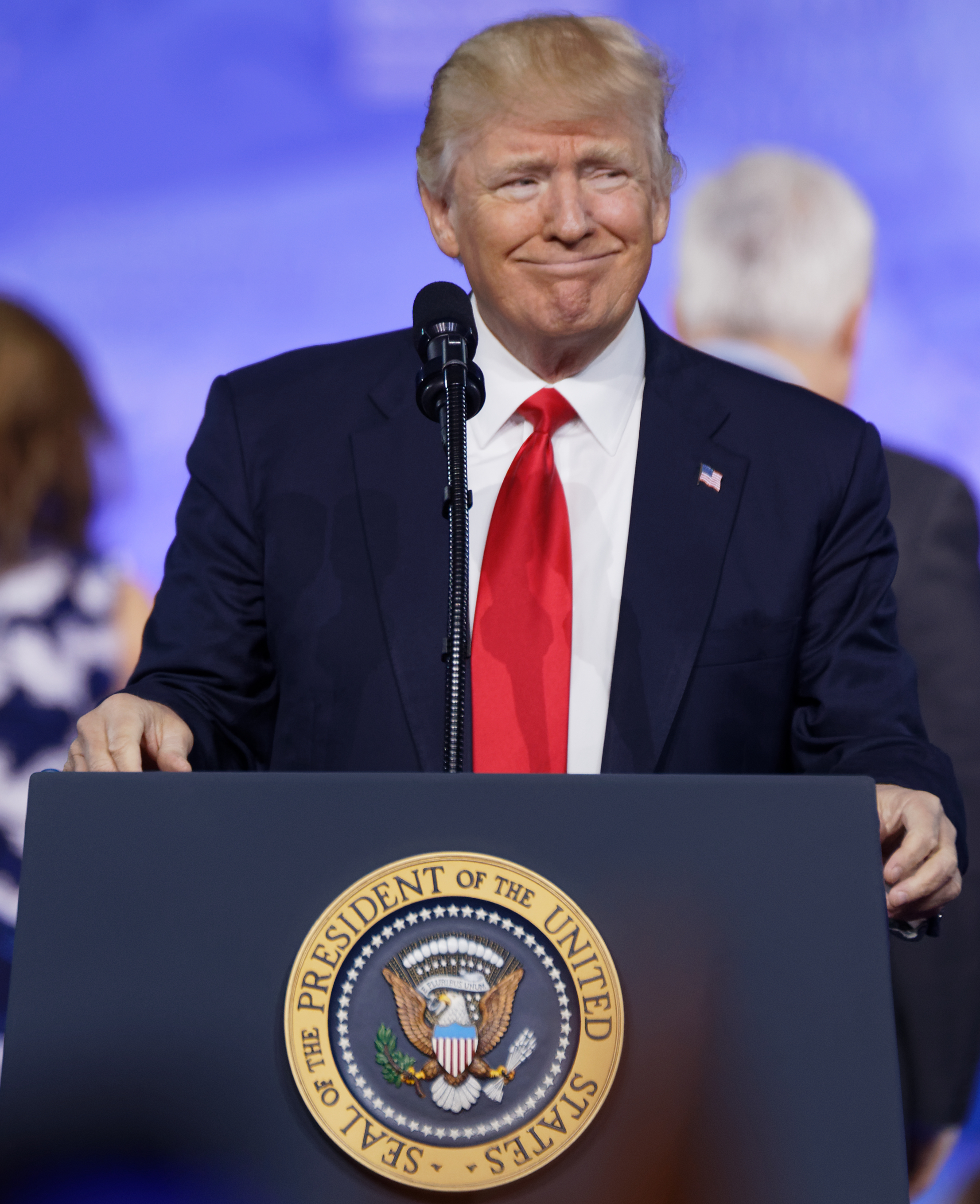
Le Président des États-Unis, Donald J. Trump.

En janvier 2017, Donald Trump, alors candidat à la présidentiel, interrogé par des journalistes britanniques et allemands, sur son opinion sur l'Union européenne Trump parle de sa « très mauvaise expérience » en faisant référence à l'interdiction de son projet de mur en Irlande. Il revient ensuite sur ce sujet lors de sa première allocution à la presse à la Maison blanche, puis de nouveau en mai 2017 lors de sa première visite en Europe (en Belgique).

## Biodiversité
Le site contient 4 habitats d'importance communautaire et une espèce de la directive Habitat (le petit escargot vertigo angustior), ainsi que 9 espèces d'oiseaux listés par la directive Oiseaux, en particulier le Grand Gravelot y niche. 3 des habitats sont liés aux dunes littorales, le quatrième habitat corresponds aux fonds rocheux sous-marins.